# De Dolphyn
De Dolphyn, later De Westermolen, is een verdwenen stellingmolen in de Nederlandse stad Nijkerk.
Oorspronkelijk stond de achtkantige bovenkruier in Bovenkarspel maar in 1808 werd De Dolphyn aangekocht en herbouwd in Nijkerk door een compagnieschap van de tabaksplanters Wulfert van Winkoop, J. van Renselaar en molenaar Willem van Mourik. De zaagmolen stond 600 meter ten noorden van de kerk aan de noordoostzijde van de haven aan de Havendijk. In de molen werd hout verzaagd tot planken voor de vele tabaksschuren en de meubelmakers in Nijkerk. Het hout werd vanuit Zaandam over water aangevoerd naar de haven van Nijkerk.
In 1900 werd de molen afgebroken omdat met het verdwijnen van de tabaksteelt uit de Veluwe er minder opslagschuren benodigd waren en het nog benodigde hout voor opstallen, meubels en schuren inmiddels veelal elektrisch werd gezaagd. De met riet gedekte molen werd vervolgens herbouwd als korenmolen aan de Hoogenhof, op 400 meter ten westen van de kerk. De eigenaar M. van de Bunt van deze herbouwde molen was ook de eigenaar van De Oostermolen in Nijkerk, zodat de verplaatste Dolphyn al gauw De Westermolen werd genoemd. Het tweede bestaan als graanmolen was echter van korte duur want in 1917 werd de molen definitief gesloopt.

## Eigenaren
- 1808 - Wulfert van Winkoop, J. van Renselaar en Willem van Mourik[4]
- 1819 - Melis van Wijnkoop, zoon van Wulfert van Winkoop
- 18?? - Cornelis Prins, schoonzoon van Wulfert van Winkoop
- 1849 - Gerrit Prins, zoon van Cornelis
- N.V. Houthandel v/h G. Prins Czn[5]